# Campeonato Mundial de Ciclismo en Pista de 1999
El XCVI Campeonato Mundial de Ciclismo en Pista se celebró en Berlín (Alemania) entre el 20 y el 24 de octubre de 1999 bajo la organización de la Unión Ciclista Internacional (UCI) y la Unión Alemana de Ciclismo.
Las competiciones se realizaron en el Velódromo de Berlín. En total se disputaron 12 pruebas, 8 masculinas y 4 femeninas.

## Medallistas

### Masculino
| Evento                  | Oro | Plata                                                                        | Bronce                                                                                                   |
| ----------------------- | --- | ---------------------------------------------------------------------------- | --- |
| Velocidad individual    | Laurent Gané Francia                                                                                                | Jens Fiedler · Alemania                                                      | Florian Rousseau Francia                                                                                 |
| Velocidad por equipos   | Francia Laurent Gané Florian Rousseau Arnaud Tournant 44,848                                                        | Reino Unido Craig MacLean Jason Queally Chris Hoy 45,485                     | Alemania · Sören Lausberg · Stefan Nimke · Eyk Pokorny · 45,364                                          |
| Persecución individual  | Robert Bartko · Alemania ·                                                                                          | Jens Lehmann · Alemania · ALC                                                | Mauro Trentini · Italia · 4:25,079                                                                       |
| Persecución por equipos | Alemania · Daniel Becke · Guido Fulst · Robert Bartko · Jens Lehmann · Olaf Pollack · Christian Lademann · 4:01,144 | Francia Cyril Bos Philippe Ermenault Jérôme Neuville Francis Moreau 4:03,965 | Rusia · Vladislav Borisov · Eduard Gritsun · Alexei Markov · Denis Smyslov · Vladimir Karpets · 4:05,251 |
| 1 km contrarreloj       | Arnaud Tournant Francia 1:02,231                                                                                    | Shane Kelly Australia 1:02,436                                               | Stefan Nimke · Alemania · 1:03,110                                                                       |
| Carrera por puntos      | Bruno Risi · Suiza · 25 pts.                                                                                        | Vasyl Yakovlev · Ucrania · 18 pts.                                           | Cho Ho-Sung Corea del Sur 15 pts.                                                                        |
| Keirin                  | Jens Fiedler · Alemania                                                                                             | Anthony Peden Nueva Zelanda                                                  | Frédéric Magné Francia                                                                                   |
| Madison                 | Isaac Gálvez López · Joan Llaneras Roselló · España · 3 pts.                                                        | Jimmi Madsen Jakob Piil Dinamarca 25 (-1) pts.                               | Andreas Kappes · Olaf Pollack · Alemania · 22 (-1) pts.                                                  |

### Femenino
| Evento                 | Oro                              | Plata                              | Bronce                               |
| ---------------------- | -------------------------------- | ---------------------------------- | ------------------------------------ |
| Velocidad individual   | Félicia Ballanger Francia        | Michelle Ferris Australia          | Tanya Dubnicoff · Canadá             |
| Persecución individual | Marion Clignet Francia 3:33,012  | Judith Arndt · Alemania · 3:42,040 | Rasa Mažeikytė · Lituania · 3:35,678 |
| 500 m contrarreloj     | Félicia Ballanger Francia 34,477 | Jiang Cuihua China 34,869          | Ulrike Weichelt · Alemania · 35,166  |
| Carrera por puntos     | Marion Clignet Francia 20 pts.   | Judith Arndt · Alemania · 18 pts.  | Sarah Ulmer Nueva Zelanda 18 pts.    |

## Medallero
| Núm. | País          | Oro | Plata | Bronce | Total |
| ---- | ------------- | --- | ----- | ------ | ----- |
| 1    | Francia       | 7   | 1     | 2      | 10    |
| 2    | Alemania      | 3   | 4     | 4      | 11    |
| 3    | España        | 1   | 0     | 0      | 1     |
| 3    | Suiza         | 1   | 0     | 0      | 1     |
| 5    | Australia     | 0   | 2     | 0      | 2     |
| 6    | Nueva Zelanda | 0   | 1     | 1      | 2     |
| 7    | China         | 0   | 1     | 0      | 1     |
| 7    | Dinamarca     | 0   | 1     | 0      | 1     |
| 7    | Reino Unido   | 0   | 1     | 0      | 1     |
| 7    | Ucrania       | 0   | 1     | 0      | 1     |
| 11   | Canadá        | 0   | 0     | 1      | 1     |
| 11   | Corea del Sur | 0   | 0     | 1      | 1     |
| 11   | Italia        | 0   | 0     | 1      | 1     |
| 11   | Lituania      | 0   | 0     | 1      | 1     |
| 11   | Rusia         | 0   | 0     | 1      | 1     |
|      | TOTAL         | 12  | 12    | 12     | 36    |